# Yan Brice Eteki
Yan Brice Eteki, né le 26 août 1997 à Yaoundé au Cameroun, est un footballeur international camerounais qui joue au poste de milieu central au FC Noah.

## Biographie

### UD Almeria
Yan Brice Eteki est né à Yaoundé au Cameroun, mais est formé en Espagne, par le CD Leganés puis le Séville FC. Avec le club andalou, il évolue dans les équipes de jeunes, jusqu'à l'équipe réserve.
Le 23 août 2018, Eteki rejoint l'UD Almería, club de deuxième division espagnole, pour un contrat de deux ans. Il joue son premier match avec Almeria lors de la deuxième journée de la saison 2018-2019 face au CD Tenerife. Il entre en jeu en cours de partie ce jour-là, et son équipe fait match nul (1-1). Eteki réalise une saison pleine avec Almeria, avec plus de 30 matchs à son compteur, et le plus souvent en tant que titulaire. Le club se place 10e au classement final.

### Grenade
Le 17 juillet 2019, le FC Séville fait valoir sa clause de rachat sur le joueur qu'il a formé. Le jour suivant, il s'engage pour trois saisons avec le Grenade CF, tout juste promu en Liga. Yan Eteki découvre donc l'élite du football espagnol. Le 17 août 2019, il joue son premier match avec son nouveau club, lors de la première journée de la saison 2019-2020 face au Villarreal CF. Il est titulaire lors de cette rencontre prolifique en buts, où les deux équipes se neutralisent (4-4). Blessé au genou à la fin du mois d'août, le milieu camerounais est absent des terrains pendant plus d'un mois. Il fait son retour à la compétition le 27 octobre 2019, en entrant en jeu à la place de Yangel Herrera lors de la victoire de son équipe face au Bétis Séville, en Liga (1-0). Eteki joue ensuite régulièrement et participe au bon parcours de Grenade en championnat, qui termine à la septième place, se qualifiant ainsi pour le tour préliminaire de la Ligue Europa. Il s'agit de la première qualification européenne de l'histoire du club.